# Ingram (nome)
Ingram  è un nome proprio di persona inglese maschile.

## Origine e diffusione
Riprende l'omonimo cognome inglese; a sua volta, questo era derivato dal nome proprio normanno di origine germanica Enguerrand, che era stato introdotto in Inghilterra dai Normanni nella forma Ingelram.

## Onomastico
Non vi sono santi che portano questo nome, che quindi è adespota; l'onomastico si può festeggiare il 1º novembre, giorno di Ognissanti.

## Persone
- Ingram de Umfraville, nobile e politico scozzese
- Ingramm di Hesbaye, nobile franco
- Ingram Marshall, compositore e docente statunitense